# Кавадзу (Сідзуока)

Кава́дзу (яп. 河津町, かわづちょう, МФА: [kawad͡zu t͡ɕoː]?) — містечко в Японії, в повіті Камо префектури Сідзуока. Розташоване в південно-східній частині префектури, на сході півострова Ідзу, на березі Тихого океану. Отримало статус містечка 1958 року. Площа становить 100,79 км². Станом на 1 серпня 2011 року населення складало 7914  осіб, густота населення — 78,5 осіб/км². Основою економіки є рибальство.  В населеному пункті розташовані численні гарячі джерела та водоспад Нанадару.